# Агрикола, Кристоф Людвиг
Кристоф Людвиг Агрикола (нем. Christoph Ludwig Agricola; 5 ноября 1667, Регенсбург, Бавария — 8 августа 1719, Регенсбург) — немецкий живописец-пейзажист и гравёр.
Биографические сведения о художнике крайне скудны. Известно, что он происходил из респектабельной семьи. Его отец — Андреас Вильгельм Агрикола (1625—1684) был членом городского совета Регенсбурга; мать — Сибилла Катарина (1644—1682) происходила из семьи потомственных коммерсантов. Бо́льшую часть своей жизни Агрикола провёл в путешествиях: посетил Англию, Нидерланды и Францию, длительное время жил и работал в Аугсбурге и Неаполе.
Созданные им пейзажи с точностью изображают природу при разных состояниях погоды и в различные времена года. Он увлекался изображением птиц. Место рождения художника (Регенсбург на Дунае) позволяет гипотетически связать его творчество с особенностями искусства дунайской школы. Некоторые пейзажи отражают влияние малых голландцев, другие — Никола Пуссена и Клода Лоррена. В этом отношении его можно назвать романистом. Большинство работ художника создано в небольшом, так называемом кабинетном, формате (Kabinettformat). Агрикола также занимался рисунком и гравюрой, известно пять созданных им офортов. Небольшие по размеру графические листы отмечены его инициалами: CLA.
Живописные произведения Агриколы в основном хранятся в немецких, бывших княжеских картинных галереях, в том числе в Брауншвейге, Дессау, Дрездене, Касселе, Шверине, но их также можно найти в Бреслау, Праге, Копенгагене, Венеции, Флоренции и Неаполе.
Портрет Агриколы, написанный в 1709 году венецианской художницей Розальбой Каррьера, не сохранился, но он воспроизведён в технике меццо-тинто в 1711 году аугсбургским гравёром по меди Бернхардом Фогелем.
Учениками Агриколы были Кристиан Хильфготт Бранд, Иоганн Александр Тиле и Фабио Черути.

## Галерея

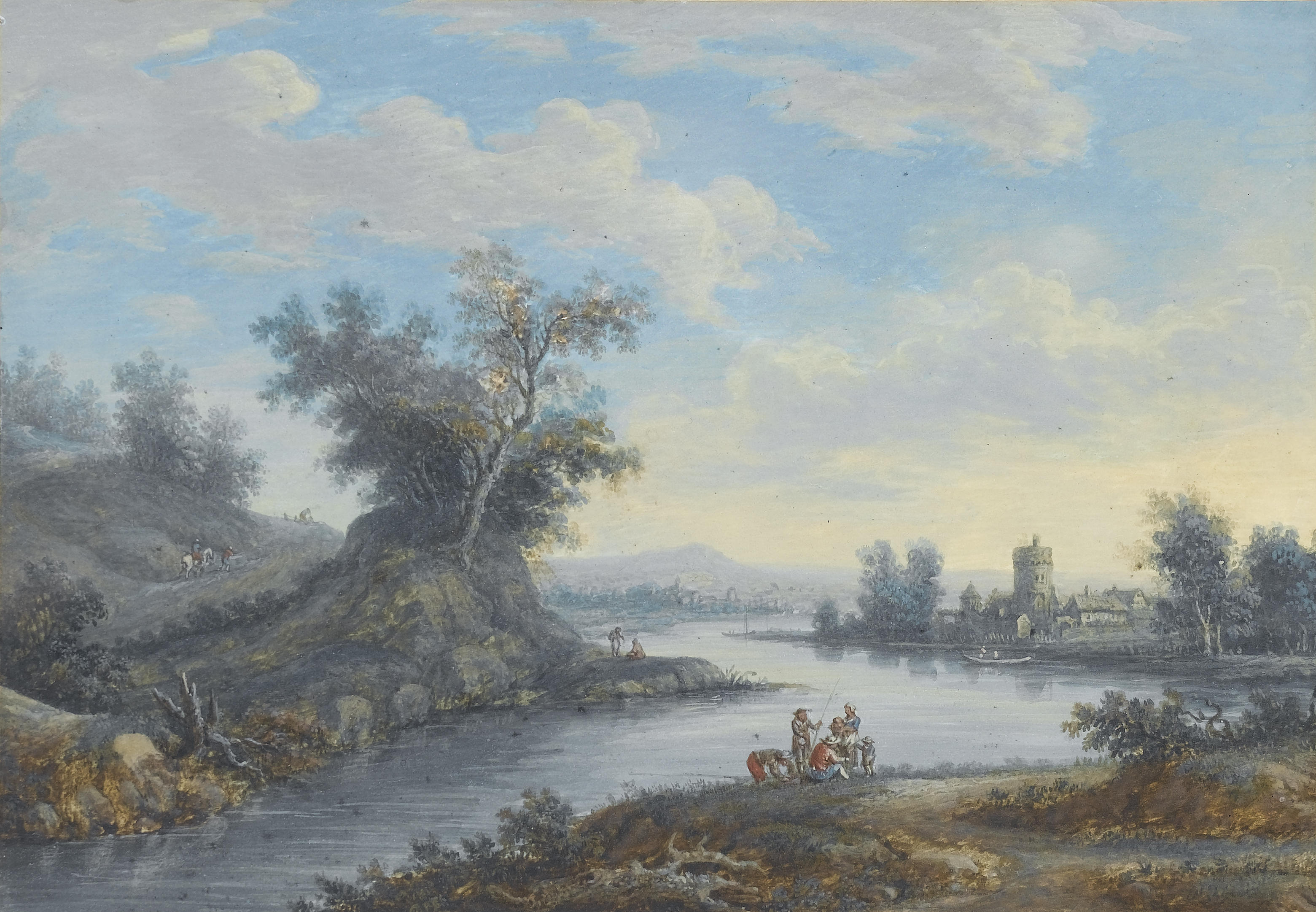
Каменистый речной пейзаж с путешественниками на грунтовой дороге и людьми, отдыхающими у водопада. Бумага, гуашь
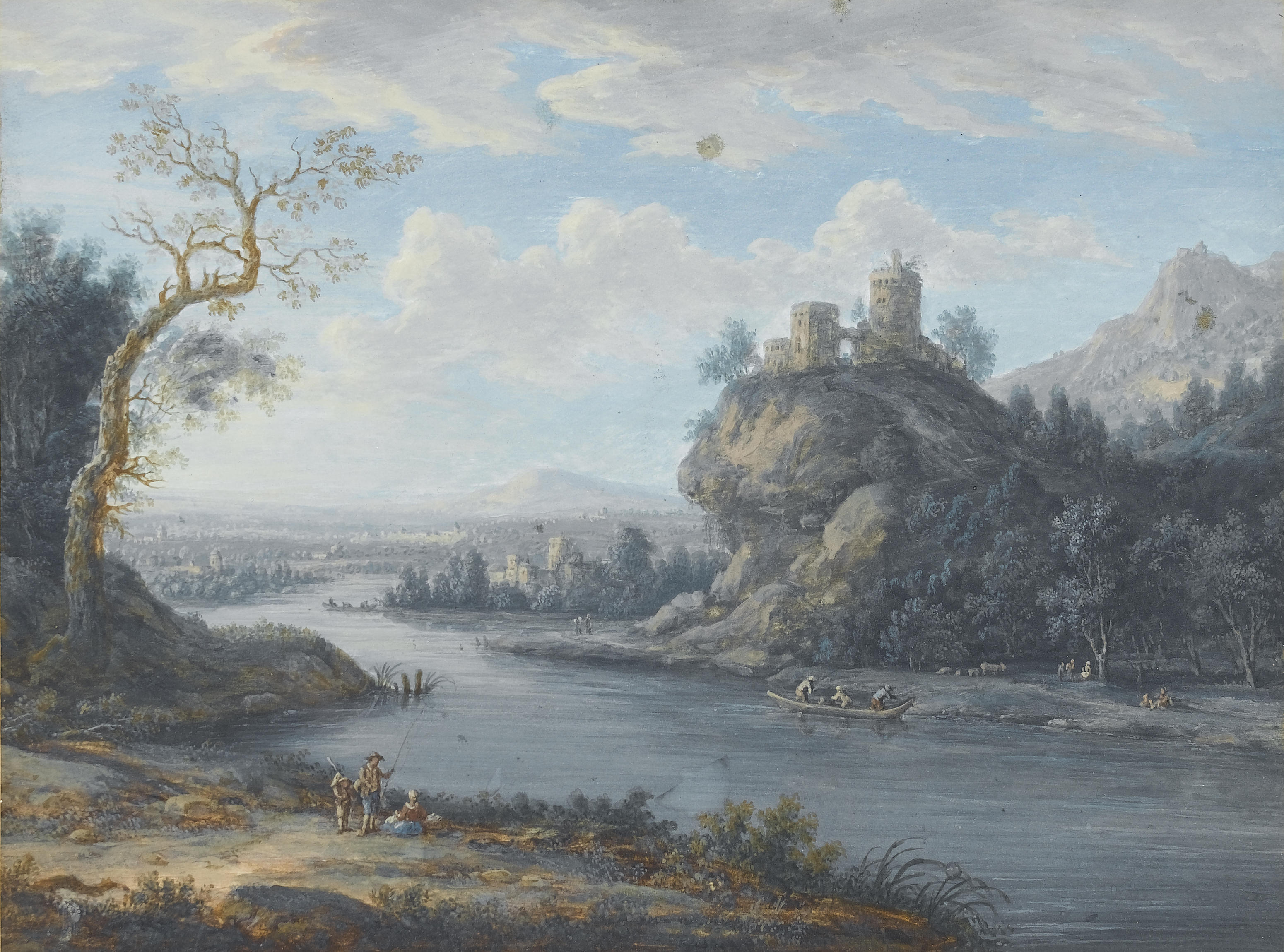
Речной пейзаж с рыболовами. Бумага, гуашь
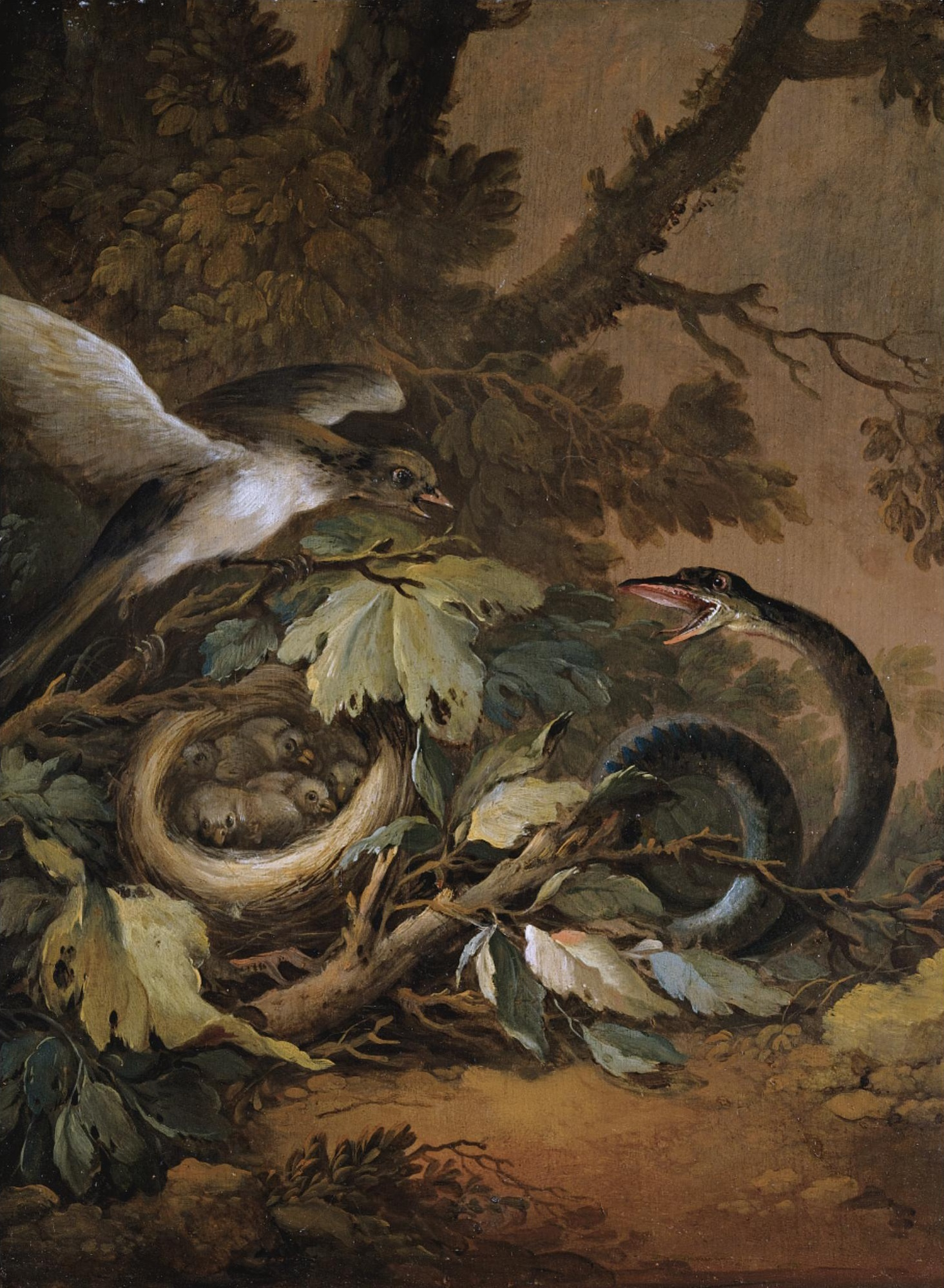
Натюрморт со змеей и птичьим гнездом. Дерево, масло
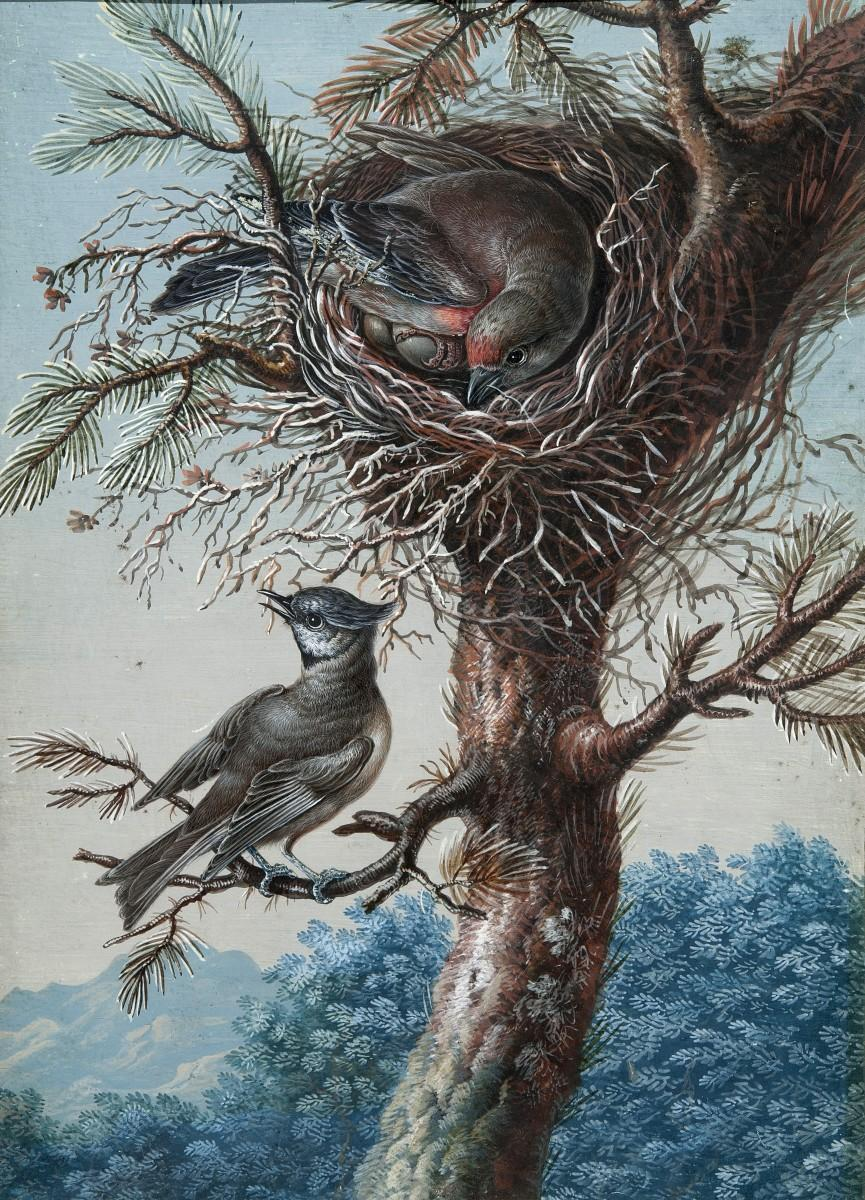
Коноплянка и хохлатая синица. Бумага, гуашь
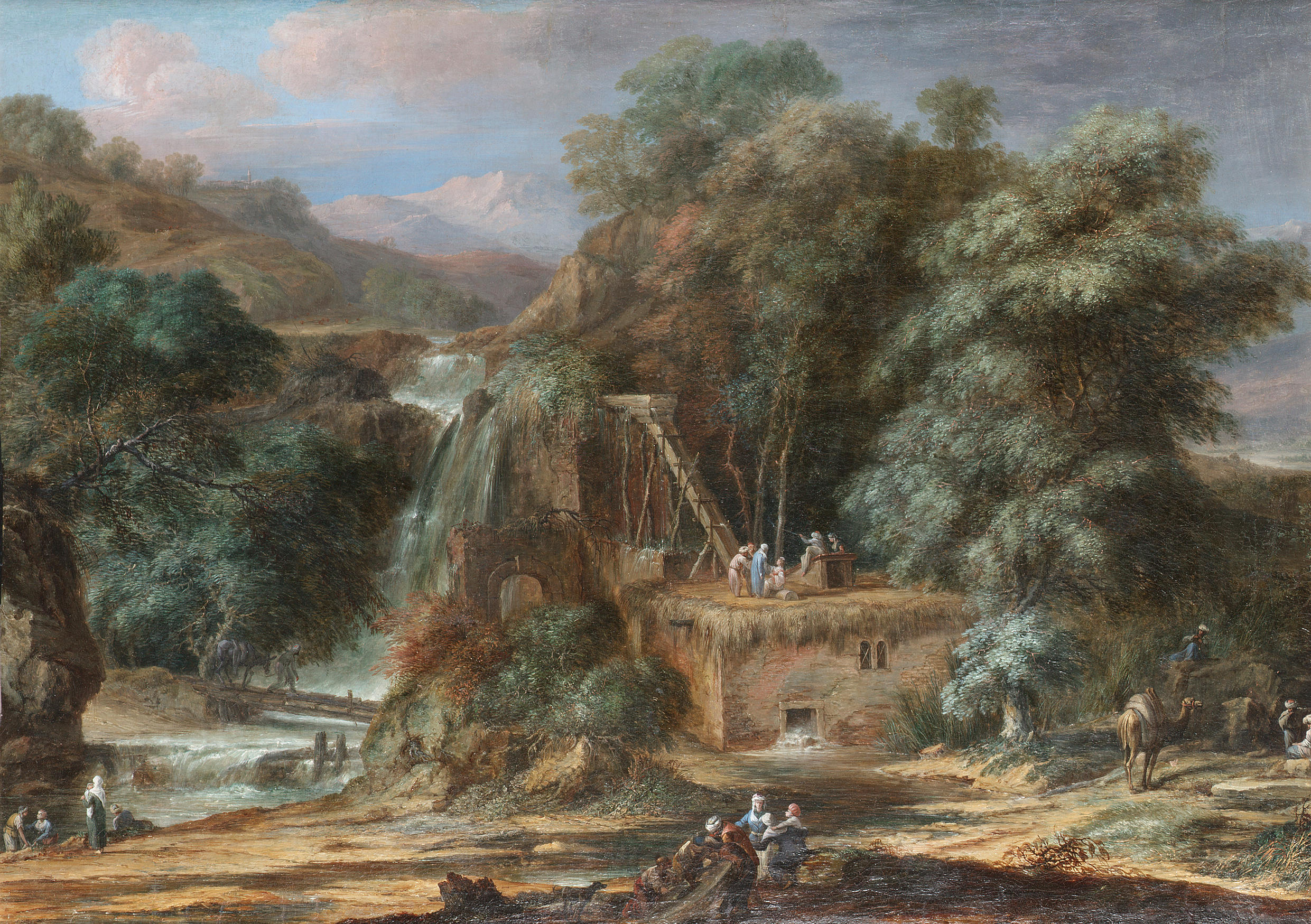
Речной пейзаж с фигурами, строящими акведук у водопадов, восточными фигурами и верблюдами поблизости. Холст, масло
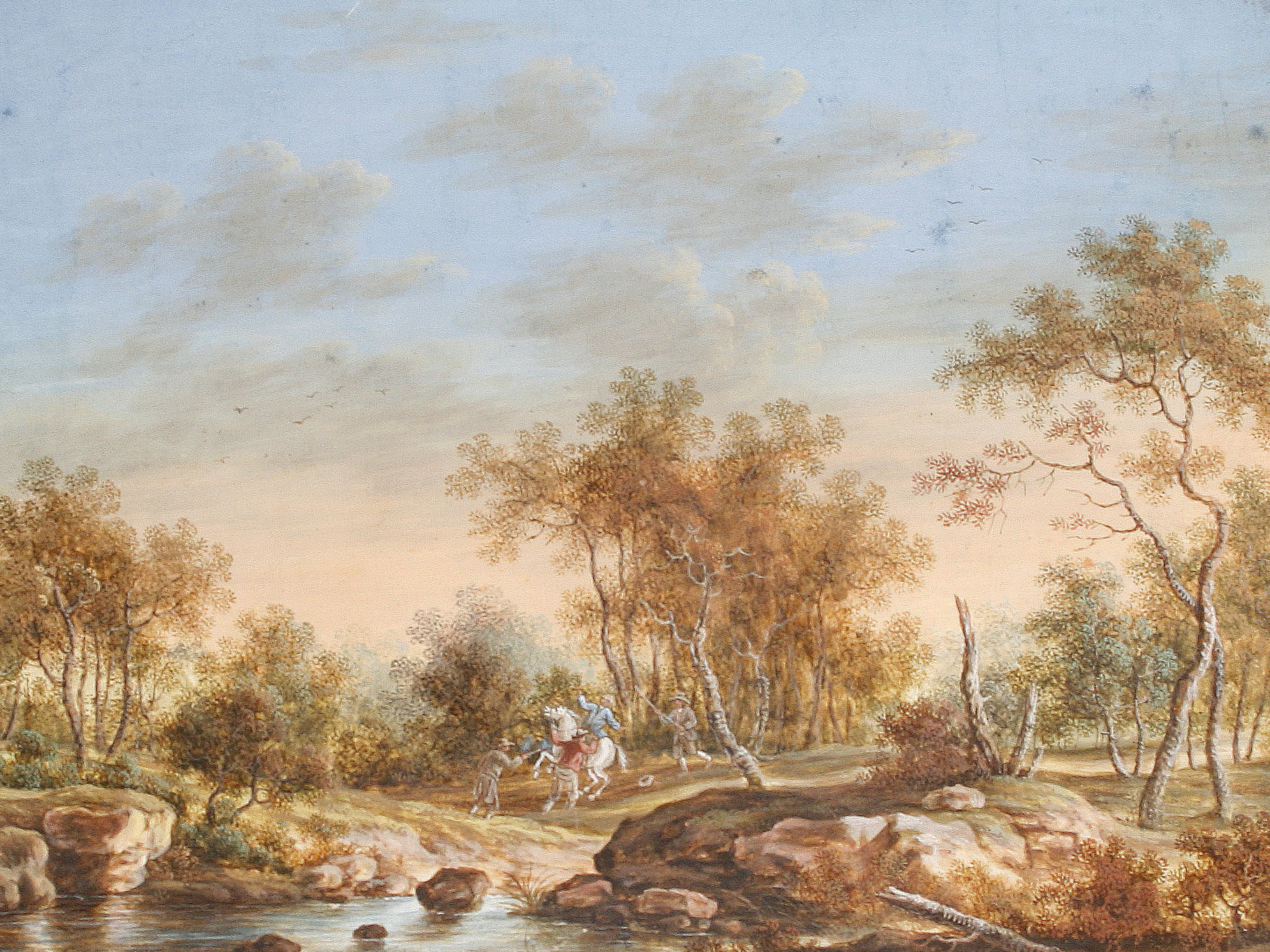
Грабители стреляют в путешественников. Бумага, гуашь